# Aglaia luzoniensis
Aglaia luzoniensis är en tvåhjärtbladig växtart som beskrevs av Merrill & Rolfe. Aglaia luzoniensis ingår i släktet Aglaia och familjen Meliaceae. Inga underarter finns listade i Catalogue of Life.